# Адміністративний устрій Чернівецької області

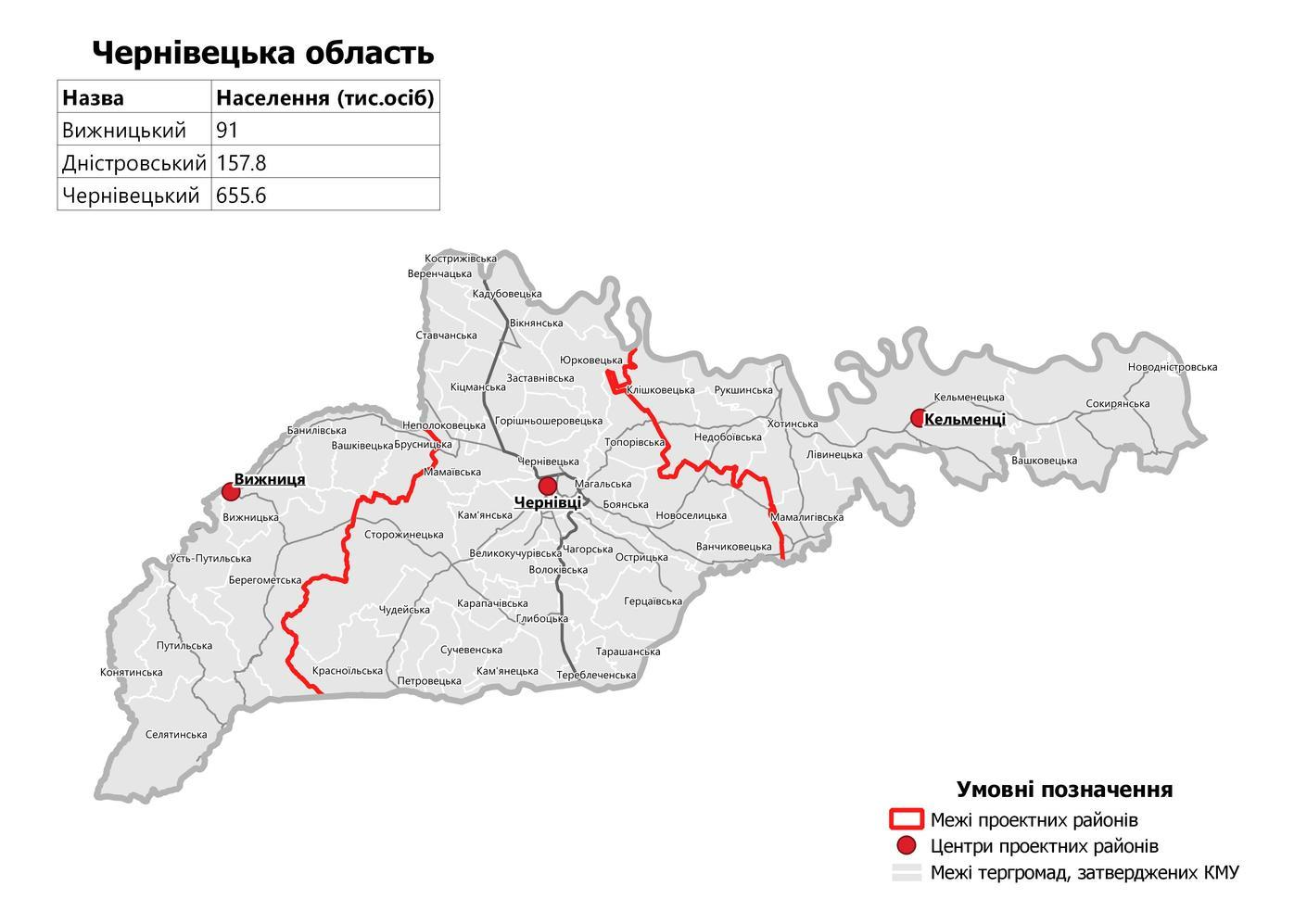
Сучасний адміністративний поділ Чернівецької області

Адміністративний поділ Чернівецької області
Чернівецька область має площу 8100 км², населення станом на 01.05.2013 становить 907053 жителя. Історична дата утворення Чернівецької області: 7 серпня 1940 року. У складі Чернівецької області 3 райони, 2 міста обласного підпорядкування. Місто з районним поділом одне (Чернівці), міських районів 3. Всього в області 11 міст, 8 селищ міського типу, 398 сільських населених пунктів, усі — села. Державну й адміністративну владу забезпечують обласна рада й ОДА, у системі місцевого самоврядування 8 селищних рад, 11 міських рад, 11 районних рад і 252 сільські ради, 11 районні ради у містах.

## Історія
Указом Президії ВР УРСР від 11 листопада 1940 р. міста обласного підпорядкування: Чернівці, Сторожинець і Хотин.
У 1962 р. після укрупнення сільських районів залишилось 6 районів. Таким чином скасовувались 8 районів: Вашковецький, Герцаївський, Заставнівський, Путильський, Садгірський (не слід путати з Садгірським районом м. Чернівців), Сокирянський, Хотинський та Чернівецький. У 1965 р. деякі з них були відновлені до 10.
17 липня 2020 року згідно із Постановою Верховної Ради України № 807-IX від 17 липня 2020 року у рамках Адміністративно-територіальної реформи в Україні замість 11 було створено 3 райони: Вижницький, Дністровський, Чернівецький. Перші вибори районних рад відбулися 25 жовтня 2020 року.

## Таблиці адміністративних одиниць

### Райони
| № | Назва         |  | Герб                              | Населення (2020 рік) | Площа, км² | Адмін. центр | Мапа | Склад      |
| - | ------------- |  | --------------------------------- | -------------------- | ---------- | ------------ | ---- | ---------- |
| 1 | Вижницький    |  |                                   | 90 716               | 1 896      | Вижниця      |      | докладніше |
| 2 | Дністровський |  |                                   | 156 058              | 2 131      | Кельменці    |      | докладніше |
| 3 | Чернівецький  |  | Великій герб Чернівецького району | 654 858              | 4 126      | Чернівці     |      | докладніше |

### Міста обласного значення
| № | Назва           |  | Герб | Населення (01.05.2013) | Площа, км² | Адмін. центр | Мапа | Склад      |
| - | --------------- |  | ---- | ---------------------- | ---------- | ------------ | ---- | ---------- |
| 1 | Новодністровськ |  |      | 10764                  | 7,09       |              |      |            |
| 2 | Чернівці        |  |      | 259673                 | 152,753    |              |      | докладніше |